# 프라이빗 워
《프라이빗 워》(영어: A Private War)는 2018년 미국에서 개봉한 전쟁 영화이다. 종군기자 마리 콜빈의 일대기를 다루었으며, 배니티 페어 기자 마리 브레너가 쓴 기사 〈마리 콜빈의 개인적인 전쟁〉(Marie Colvin's Private War)을 바탕으로 영화화되었다. 로저먼드 파이크가 마리 콜빈 역을 맡았고, 매슈 하이네만 감독이 연출하고 샤를리즈 테론이 제작에 참여했다.

## 출연
- 로저먼드 파이크 - 마리 콜빈 역
- 제이미 도넌 - 폴 콘로이 역
- 톰 홀랜더 - 숀 라이언 역
- 니키 아무카버드 - 리타 윌리엄스 역
- 페이 마세이 - 케이트 리처드슨 역
- 그레그 와이즈 - 데이비드 아이런스 교수 역
- 코리 존슨 - 놈 코번 역
- 스탠리 투치 - 토니 쇼 역